# پریل‌آلدهید
پریل‌آلدهید (به انگلیسی: Perillaldehyde) یک ترکیب شیمیایی با شناسه پاب‌کم ۱۶۴۴۱ است. شکل ظاهری این ترکیب، مایع بی‌رنگ است.